# Katrin Meinke
Katrin Meinke, née le 19 septembre 1979 à Wismar, est une coureuse cycliste sur piste allemande. Elle a été médaillée de bronze de la vitesse lors des championnats du monde de 2000 et de 2002, et du 500m en 2001.

## Palmarès

### Championnats du monde
Manchester 2000
 Médaillée de bronze de la vitesse
Anvers 2001
 Médaillée de bronze du 500m
Copenhague 2002
 Médaillée de bronze de la vitesse

### Championnats du monde juniors
1997
 Championne du monde junior de vitesse

### Coupe du monde
- 2002 :
  - 2e du keirin à Monterrey
  - 3e du 500m à Monterrey

- 2003 :
  - 1re de la vitesse par équipes au Cap (avec Kathrin Freitag, Susan Panzer)
  - 2e du keirin au Cap
  - 2e de la vitesse au Cap
  - 3e du 500m à Moscou
  - 3e de la vitesse à Moscou
  - 3e de la vitesse par équipes à Moscou

- 2004 :
  - 1re de la vitesse par équipes à Manchester (avec Susan Panzer)
  - 1re de la vitesse par équipes à Sydney (avec Kathrin Freitag)
  - 2e du keirin à Moscou
  - 3e du keirin à Sydney

### Championnats d'Europe
- Championne d'Europe espoir du 500m en 2001

### Championnats d'Allemagne
- Championne d'Allemagne du 500m en 2001, 2002 et 2003
- Championne d'Allemagne de la vitesse en 1999 et 2003